# Roblox
Roblox je platforma za online igre i sustav za stvaranje igara koje je razvila Roblox Corporation koja korisnicima omogućuje programiranje igara i igranje igara koje su kreirali drugi korisnici. Platforma koju su kreirali David Baszucki i Erik Cassel 2004. godine, a objavljena 2006. godine, sadrži igre više žanrova koje su izradili korisnici kodirane u programskom jeziku Lua. Tijekom većeg dijela povijesti Roblox je bio relativno mali, i kao platforma i kao tvrtka. Roblox je počeo brzo rasti u drugoj polovici 2010-ih, a taj je rast ubrzala pandemija COVID-19.
Roblox je besplatan za igranje, a kupnja unutar igre dostupna je putem virtualne valute Robux. Od kolovoza 2020. Roblox je imao više od 164 milijuna aktivnih korisnika mjesečno, uključujući više od polovice sve američke djece mlađe od 16 godina. Iako je Roblox općenito dobio pozitivne kritike od kritičara, suočio se s kritikama zbog svoje umjerenosti, mikrotransakcija i optužbi za iskorištavanje djece.

## Pregled

### Roblox Studio
Roblox dopušta igračima da kreiraju vlastite igre pomoću svog "proprietary enginea", Roblox Studio, koje zatim mogu igrati drugi korisnici. Igre (koje korporacija naziva "iskustva") napravljene su s derivatom jezika Lua pod nazivom Luau. Korisnici mogu stvarati sadržaj koji se može kupiti putem jednokratnih kupnji, poznatih kao "propusnice za igru", kao i mikrotransakcijama koje se mogu kupiti više puta, poznatih kao "proizvodi za razvojne programere" ili "proizvodi". Većinu igara proizvedenih pomoću Roblox Studija razvili su maloljetnici, a ukupno 20 milijuna igara godišnje se proizvede pomoću njega.

### Stavke i valuta
Roblox omogućuje igračima da kupuju, prodaju i stvaraju virtualne predmete koji se mogu koristiti za ukrašavanje njihovog virtualnog lika koji služi kao njihov avatar na platformi. Prethodno su samo administratori Robloxa imali mogućnost prodaje dodataka, dijelova tijela, opreme i paketa pod službenim korisničkim računom Robloxa, dok je nekoliko odabranih korisnika s prošlim iskustvom rada s virtualnim šeširima i dodacima također moglo objavljivati Roblox Corporation. Ovaj je dogovor bio na snazi sve do uvođenja UGC kataloga, koji je odabranim pojedincima unutar Roblox zajednice omogućio stvaranje i prodaju prilagođenih stavki avatara korisničkog sadržaja (UGC) putem UGC programa. Nekoliko pojedinaca dizajnira artikle kao posao s punim radnim vremenom, a kreatori s najvećim zaradama zarađuju više od 100.000 dolara godišnje od prodaje artikala.
Stavke sa statusom ograničenog izdanja mogu se trgovati između ili prodavati samo korisnici s Roblox Premium članstvom. Ovi ograničeni predmeti imaju nedavnu prosječnu cijenu (RAP), a njihova vrijednost varira ovisno o potražnji i rijetkosti. Iako prodaja ovih predmeta za valutu stvarnog svijeta krši Robloxove uvjete pružanja usluge, to ne sprječava neke pojedince da to čine putem stranica i zajednica na crnom tržištu, u kojima se ograničeni predmeti, od kojih su neki ukradeni, često zamjenjuju za metode plaćanja kao što su kriptovaluta ili ponekad PayPal. Prethodno je samo Roblox sam izdavao ove ograničene artikle do uvođenja "UGC Limiteds" u travnju 2023. što je omogućilo onima u UGC programu da sami dizajniraju i prodaju artikle koje su generirali korisnici u ograničenim količinama. Za razliku od ograničenih artikala koje je objavio Roblox, UGC ograničenjima se ne može trgovati. Mogu se, međutim, preprodati nakon 30-dnevnog razdoblja držanja nakon kupnje.
Robux omogućuje igračima kupnju raznih predmeta, a dobivaju se kupnjom u stvarnoj valuti, od ponavljajuće stipendije koja se daje članovima s Premium članstvom i od drugih igrača proizvodnjom i prodajom virtualnog sadržaja u Robloxu. Prije 2016. Roblox je imao još jednu valutu, Tix (skraćenica za "Tickets"), koja je ukinuta u travnju te godine. Robux stečen prodajom sadržaja koji su generirali korisnici može se zamijeniti za pravi – svjetska valuta putem sustava za razmjenu programera web stranice.

### Robloxprijevare
Postoji znatna količina prijevara povezanih s Robloxom, koje se uglavnom vrte oko automatiziranih poruka koje promoviraju web stranice za prijevare, igre za prijevare osmišljene tako da izgledaju kao da daju besplatan Robux i nevažeće Robux kodove. U Roblox zajednici postoje ljudi poznati kao "beamers" koji kompromiziraju Roblox račune kako bi ukrali i prodali njihove artikle na crnom tržištu. Oni koriste različite tehnike, kao što je stvaranje phishing web stranica ili trikova za dobivanje žrtvinog tokena za prijavu. Nakon što dobiju pristup žrtvinom računu, ti "beammeri" kradu i potom prodaju vrijedne ograničene predmete u vlasništvu žrtava za valutu stvarnog svijeta ili kriptovalutu putem web-mjesta tržišta ili Discord chat soba. Žargonski izraz "ozračivanje" obično se koristi za opisivanje cijelog ovog procesa, sa žrtvom koja je "ozračena". Roblox nudi žrtvama hakiranja "povratak" za njihove artikle, iako se to nudi samo jednom po računu.

### Događaji
Roblox povremeno ugošćuje stvarne i virtualne događaje. Oni su u prošlosti bili domaćini događaja kao što je BloxCon, koji je bio konvencija za obične igrače na platformi. Roblox organizira godišnji lov na uskršnja jaja i također je domaćin godišnjeg događaja pod nazivom "Bloxy Awards", ceremonije dodjele nagrada koja također funkcionira kao prikupljanje sredstava. Izdanje Bloxy Awards 2020., održano virtualno na platformi, privuklo je 600 000 gledatelja. Godine 2022. "Bloxy Awards" rebrendiran je u "Roblox Innovation Awards". Roblox Corporation godišnje ugošćuje Roblox Developers Conference, trodnevni događaj samo s pozivnicom u San Franciscu gdje vrhunski kreatori sadržaja na web mjestu uče o nadolazećim promjenama na platformi. Tvrtka je također bila domaćin sličnih događaja u Londonu i Amsterdamu.
Roblox se povremeno uključuje u događaje za promociju filmova, poput onih koji se održavaju za promociju Wonder Woman 1984. i Aquamana. Godine 2020. Roblox je bio domaćin svog prvog virtualnog koncerta, koji je Rolling Stone usporedio s virtualnim koncertom američkog repera Travisa Scotta u Fortniteu, tijekom kojeg je američki reper Lil Nas X debitirao sa svojom pjesmom "Holiday" publici igrača Robloxa. Godine 2021. švedska pjevačica Zara Larsson izvodila je pjesme na virtualnoj zabavi kako bi proslavila reizdanje svog albuma Poster Girl. 17. rujna 2021. održan je virtualni koncert američkog benda Twenty One Pilots. U listopadu 2021. Roblox se udružio s Chipotle Mexican Grill kako bi dao milijun dolara burritoa za prvih 30 000 ljudi svaki dan u sklopu Chipotleove promocije Halloween Boorito.